# 예니셰어
예니셰어는 유럽의 방랑민족인 예니셰들이 사용하는 언어이다. 로마어, 이디시어, 로트벨어 및 여러 독일어 방언들이 뒤섞여 형성되었다. 예니셰어의 문학작품을 남긴 인물로는 엥겔베르트 비티히(Engelbert Wittich)가 있다.